# Рябова, Диана Владиславовна
Диана Владиславовна Рябова (Алиева) (род. 2 ноября 1989) — российская самбистка, чемпионка и призёр чемпионатов России, чемпионка Европы и мира, заслуженный мастер спорта России. Представляет спортивный клуб «Самбо-70». Тренировалась под руководством Павла Фунтикова, Дениса Павлова, С. С. Юхарева, Михаила Гордеева. Выступала в полулёгкой (до 52 кг) и лёгкой (до 56 кг) весовых категориях.

## Спортивные достижения
- Чемпионат России по самбо среди женщин 2008 года — ;
- Чемпионат России по самбо среди женщин 2009 года — ;
- Чемпионат России по самбо среди женщин 2010 года — ;
- Чемпионат России по самбо среди женщин 2011 года — ;
- Чемпионат России по самбо среди женщин 2012 года — ;
- Чемпионат России по самбо 2018 года — ;
- Чемпионат России по самбо 2019 года — ;
- Чемпионат России по самбо 2020 года — ;
- Чемпионат России по самбо 2021 года — ;

## Семья
Муж — Сергей Рябов, Заслуженный мастер спорта России по самбо.